# Quận của tỉnh Haut-Rhin
6 quận của tỉnh Haut-Rhin gồm:
1. Quận Altkirch, (quận lỵ: Altkirch) với 4 tổng và 111 xã. Dân số của quận này là 56.665 người năm 1990, 61.242 người năm 1999, tăng trưởng dân số là 8.08%.
2. Quận Colmar, (tỉnh lỵ của tỉnh Haut-Rhin: Colmar) với 6 tổng và 62 xã. Dân số của quận này là 130.439 người năm 1990, và 139.255 người năm 1999, tăng trưởng dân số là 6.76%.
3. Quận Guebwiller, (quận lỵ: Guebwiller) với 4 tổng và 47 xã. Dân số của quận này là 70.361 người năm 1990, và 76.314 người năm 1999, tăng trưởng dân số là 8.46%.
4. Quận Mulhouse, (quận lỵ: Mulhouse) với 9 tổng và 73 xã. Dân số của quận này là 292.259 người năm 1990, và 304.295 người năm 1999, tăng trưởng dân số là 4.12%.
5. Quận Ribeauvillé, (quận lỵ: Ribeauvillé) với 4 tổng và 32 xã. Dân số của quận này là 46.993 người năm 1990, và 49.311 người năm 1999, tăng trưởng dân số là 4.93%.
6. Quận Thann, (quận lỵ: Thann) với 4 tổng và 52 xã. Dân số của quận này là 74.602 người năm 1990, và 77.608 người năm 1999, tăng trưởng dân số là 4.03%.